# Алия (Италия)
Али́я (итал. Alia; сиц. Àlia) — коммуна в провинции Палермо, в регионе Сицилия, Италия. Территория — 45,98 км2. Население — 3 806 чел. (2011). 3 фракции — Кьянкителле, Фаттория-ла-Поркерия, Массерия-Терцо-ди-Лузо. Мэр коммуны — Франческо Тодаро (с 2007 года). Святая покровительница коммуны — Дева Мария Милосердная (Maria Santissima delle Grazie), праздник 2 июля.

## География

Коммуна Алия на карте провинции Палермо

Коммуна расположена на юге провинции Палермо, на территории горного хребта Мадоние. Граничит с коммунами Каккамо, Кастроново-ди-Сичилия, Монтемаджоре-Бельсито, Роккапалумба, Склафани-Баньи, Валледольмо в провинции Палермо. Входит в коммунальный союз Валле-дель-Торто-э-дей-Феуди.
Климат умеренный. Алия находится на высоте 703 метров над уровнем моря. Коммуна имеет неофициальное название «город–сад». Здесь также есть железнодорожная станция Роккапалумба–Алия на ветке Агридженто–Палермо–Кальтаниссетта.

## История
Первое поселение на месте будущей коммуны появилось во времена Сицилийского эмирата. Это был феод Лалия, образовавшийся из объединения имений Йале, Гурфа, Оттумаррано и Харсе. В 1296 году Йале стало одним из богатейших имений на Сицилии. В 1366 году имение, к тому времени разорившееся и опустевшее, приобрёл Райнальдо Криспо из Мессины.
С 1408 года феод Лалия снова стал заселяться жителями. В течение следующего столетия он неоднократно менял своих владельцев: в 1537 году феод приобрёл Винченцо Имбарбара, в 1568 году — Джованни Криспо-э-Вилльярант, барон Прицци, в 1600 году — Пьетро Челестри, маркиз Санта-Кроче.
В 1617 году донна Франческа Сифуэнтес, вдова Челестри, получила титул баронессы Лалия и разрешение от короля Филиппа III основать коммуну, которая находилась бы под её полным управлением. Основанная баронессой коммуна была названа Алиёй.
В период Рисорджименто население коммуны симпатизировало идеям ирредентизма. В 1820 году, во время восстания карбонариев против власти Бурбон-Сицилийского дома, в Алие было совершено нападение на дом окружного судьи, в ходе которого были сожжены нотариальные документы. Ситуация повторилась и во время подобного восстания 1848 года.
В 1860 году местные жители приняли участие в восстании за воссоединение Италии. Тогда же в коммуне был впервые поднят итальянский триколор. Он был вложен в руку святой Розалии в посвященной ей часовне. 6 августа 1862 года в Алии провёл ночь Джузеппе Гарибальди. В королевстве Италия указом короля от 5 декабря 1886 года Алия получила статус коммуны с гербом и флагом.
В 1901 году адвокат и журналист Маттео Терези, бескорыстно помогая местным крестьянам с оформлением юридических документов, разоблачил тайное общество местных священников, насиловавших или принуждавших женщин к занятию сексом. На основе этих фактов Андреа Камиллери написал роман «Секта ангелов» (2011).
Другим трагическим событием в горной коммуне стал террористический акт, произошедший 22 сентября 1946 года, когда в дом секретаря палаты труда, где в это время проходила встреча местных фермеров, неизвестные бросили гранаты, а затем расстреляли здание из дробовиков. В ходе теракта погибли фермеры Джироламо Шачча и Джованни Кастильоне, ещё тринадцать человек получили ранения разной тяжести.

## Культура
В коммуне находятся Антропологический музей, расположенный на территории «Старом кладбище», и Этно-антропологический музей на улице святого Иосифа (итал. via San-Giuseppe), основанный Институтом культурной антропологии Палермского университета.
С 1889 года на территории Алии находится монашеский дом конгрегации сестёр-учительниц святой Доротеи — дочерей Святейшего Сердца. При церквях действуют сестричества и братства. Большинство местных фестивалей посвящены церковным праздникам. Единственным исключением является колбасный фестиваль, проходящий в августе.
Длительное время на чемпионате по футболу провинции Палермо, относящемуся к III категории, коммуну представляли клубы «ASA» — «Ассоциации спорта Алии» (итал. Associazione Sportiva Alia) с бело-синей формой и «Про Алия» (итал. Pro Alia) с бело-красной формой. Летом 1976 года юношеская футбольная команда Алии одержала победу на региональном «Турнире Мадоние» (итал. Torneo delle Madonie). С марта 2013 года футбольным клубом коммуны является «Алия» (итал. USD Alia); основные цвета спортивной формы — белый и голубой.

### Достопримечательности
В Коццо-Барбара, к югу от Алии, были обнаружены гончарные фрагменты, монеты и фрагменты мозаики и белой плитки, свидетельствующие о наличии здесь некогда древнеримской виллы. На холме Коццо-Сольфара с небольшим серным источником находится древний некрополь. Другой некрополь с пещерным комплексом Гуфра исследователи относят к 1500 — 1250 годам до н.э.
Памятником культовой архитектуры является святилище Богоматери Милостивой, построенное в 1630 — 1639 годах, в котором особого внимания заслуживают образ Успения Богоматери неизвестного мастера XVIII века, симулякр образа Богоматери Милостивой — Мадонны делле Грацие неизвестного мастера, датируемый 1833 — 1834 годом, а также картина «Распятие» кисти Джанбеккины 1988 года и фреска «Юдифь и Олоферн» кисти Тото Бонано 1983 года.
В церкви святой Анны на улице Гарибальди, построенной в 1762 году в стиле барокко, с колокольной в мосарабском стиле и мозаиками, находятся картина «Непорочное Зачатие» XVIII века кисти неизвестного, образ Богоматери Скорбящей — Мадонны Аддолората кисти Бенедетто Чивилетти и образ святого Франциска Паулинского кисти Росарио Баньяско — оба конца XIX века. На площади святой Розалии находится церковь в честь этой святой, построенная в 1901 году на месте часовни, возведенной местными жителями в 1624 году в благодарность за избавление от чумы. Здесь хранится симулякр образа святой Розалии XVIII века кисти неизвестного. Этой же святой посвящена часовня, которая также называется Голгофской.
Памятниками светской архитектуры являются арки в квартале святой Анны, построенные в 1852 году по заказу семьи Гуччоне, которые таким образом соединили свои дома. Другим интересным сооружением, также принадлежавшим этой семье, является палаццо Гуччоне, построенное в XIX веке в эклектичном стиле с сильным влиянием стиля модерн сицилийской архитектурной школы Эрнесто Базиле. Здание находится на центральной площади напротив главной церкви коммуны.

## Известные жители и уроженцы
- Нелла Анфузо[итал.] (род. 1942) — музыковед.
- Эудженио Гуччоне[итал.] (род. 1938) — историк, академик.
- Либорио Гуччоне[итал.] (1922—1996) — писатель.
- Филиппо Кортези (1876—1947) — архиепископ.
- Франческо Орестано[итал.] (1873—1945) — философ.